# Pholidota niana
Pholidota niana là một loài thực vật có hoa trong họ Lan. Loài này được Y.T.Liu, R.Li & C.L.Long mô tả khoa học đầu tiên năm 2002.